# Glänninge sjö
Glänninge sjö är en sjö i Laholm i Laholms kommun i Halland och ingår i Lagans huvudavrinningsområde. Sjön är 16,6 meter djup, har en yta på 0,0807 kvadratkilometer och befinner sig 24,4 meter över havet.
Vid sjön finns en badplats.
År 2003 samlade man in stor dammussla (Anodonta cygnea) i Glänninge sjö och det var första gången denna mussla påträffades i Halland.

## Delavrinningsområde
Glänninge sjö ingår i delavrinningsområde (626883-132644) som SMHI kallar för Ovan VDRID = Smedjeån i Lagans vattendragsyta. Medelhöjden är 18 meter över havet och ytan är 14,66 kvadratkilometer. Räknas de 321 avrinningsområdena uppströms in blir den ackumulerade arean 6 141,19 kvadratkilometer. Avrinningsområdets utflöde Lagan (Härån) mynnar i havet. Avrinningsområdet består mestadels av jordbruk (66 %). Avrinningsområdet har 0,24 kvadratkilometer vattenytor vilket ger det en sjöprocent på 1,6 %. Bebyggelsen i området täcker en yta av 3,25 kvadratkilometer eller 22 % av avrinningsområdet.

## Galleri

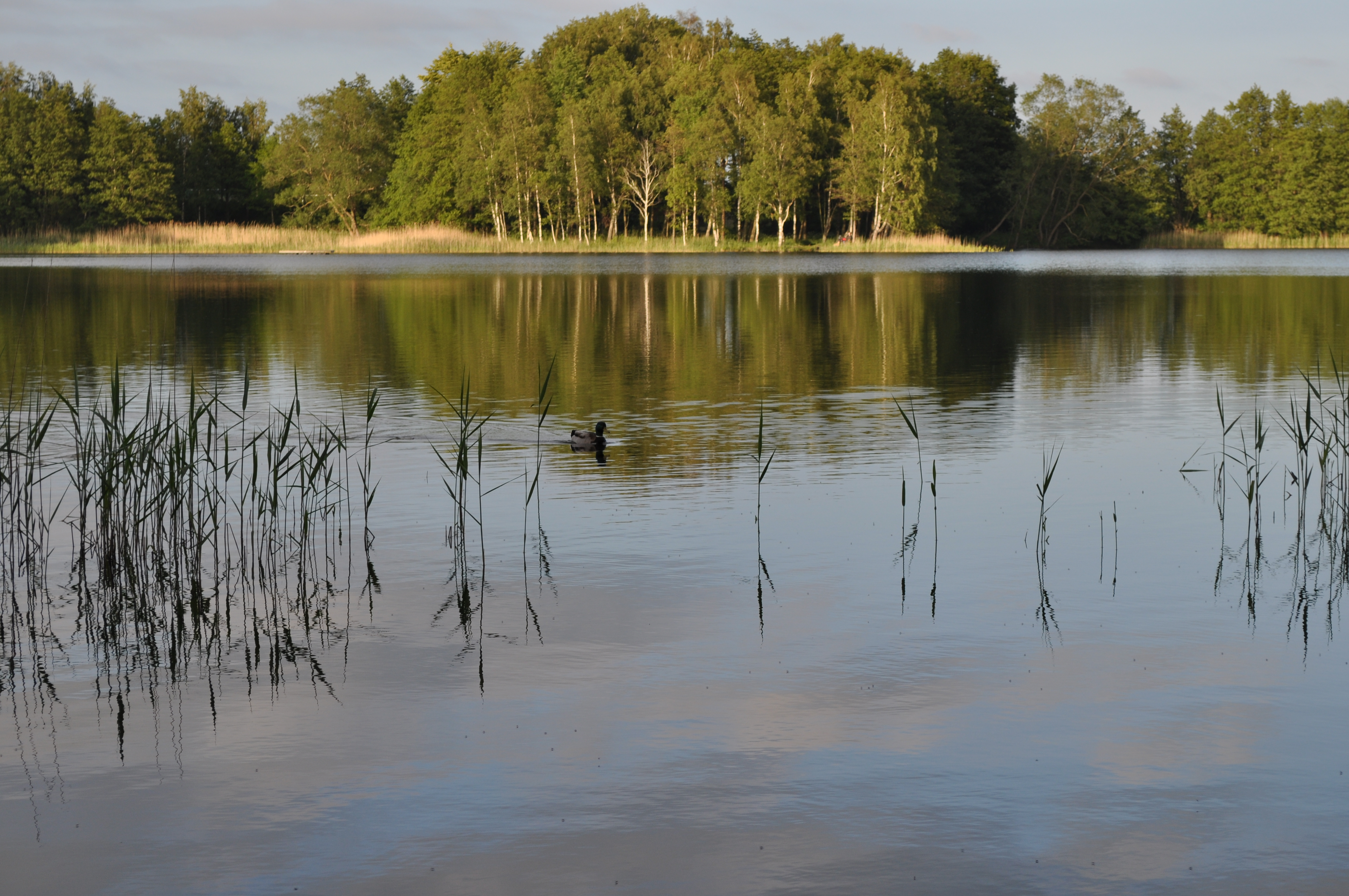
Vy från västra stranden med änder i vassen.
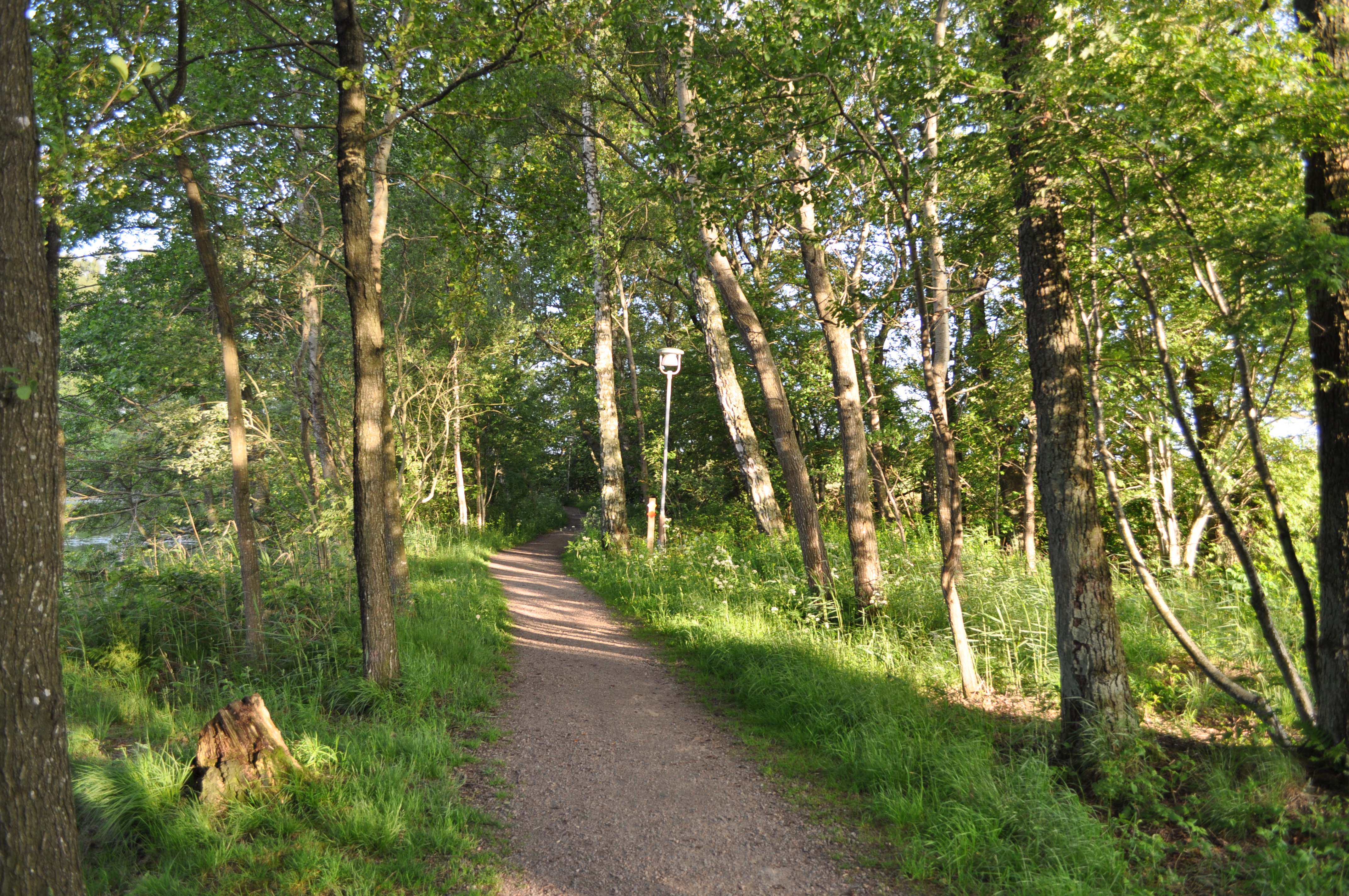
Del av gångstigen som går runt sjön.
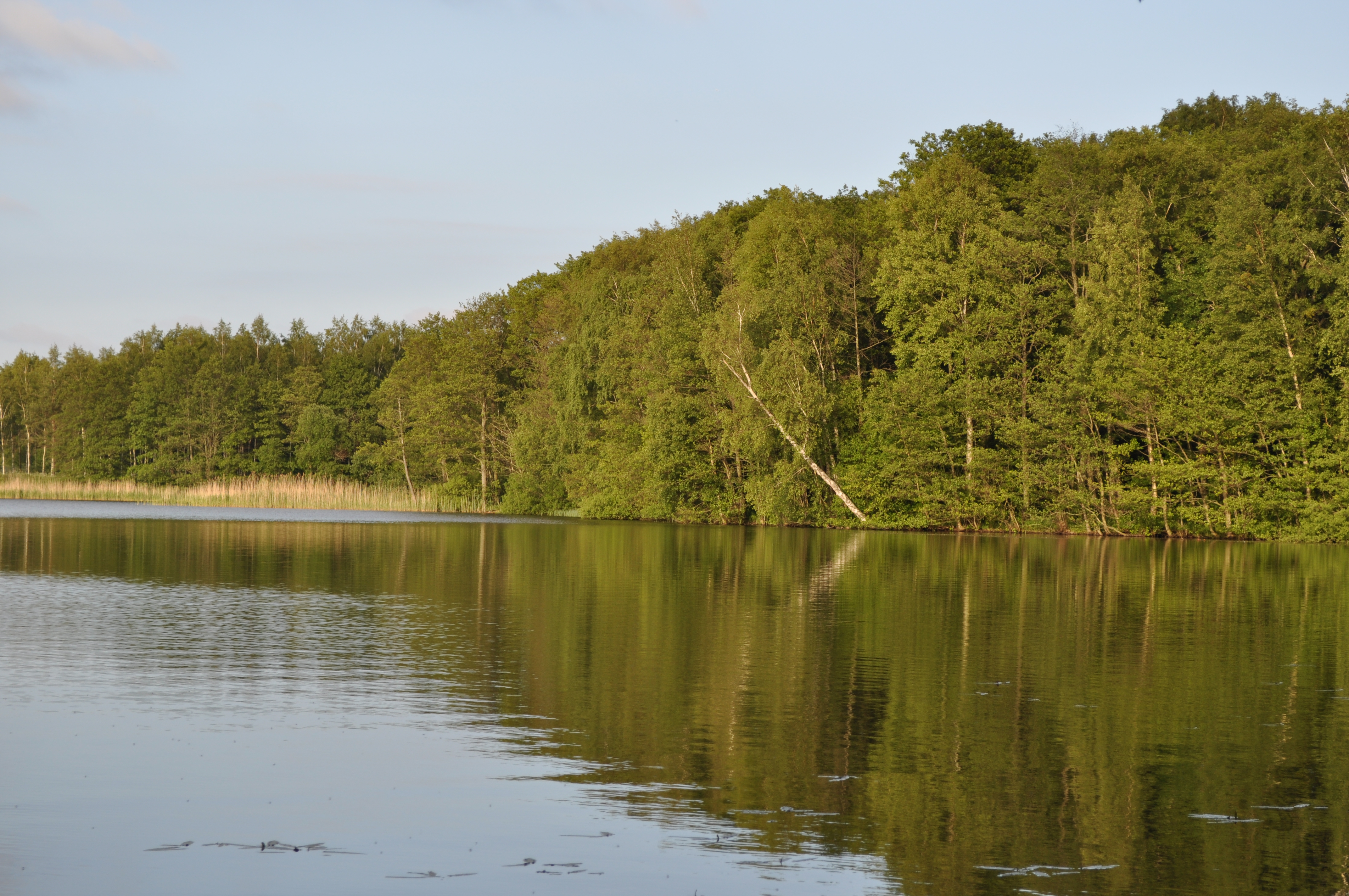
Träd vid norra stranden.
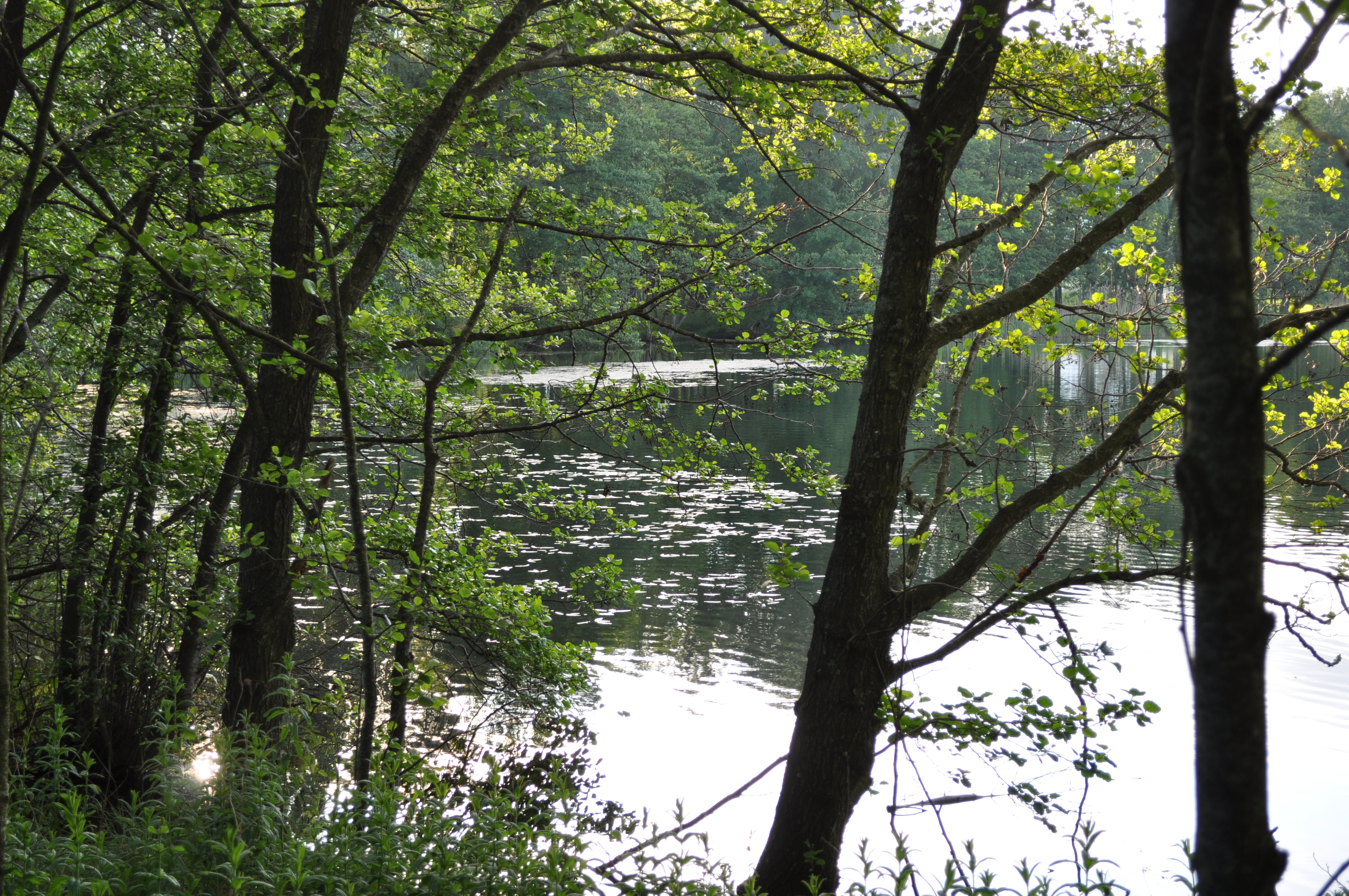
Lummig grönska vid vattenbrynet.